# Дом-музей семьи Венцловы

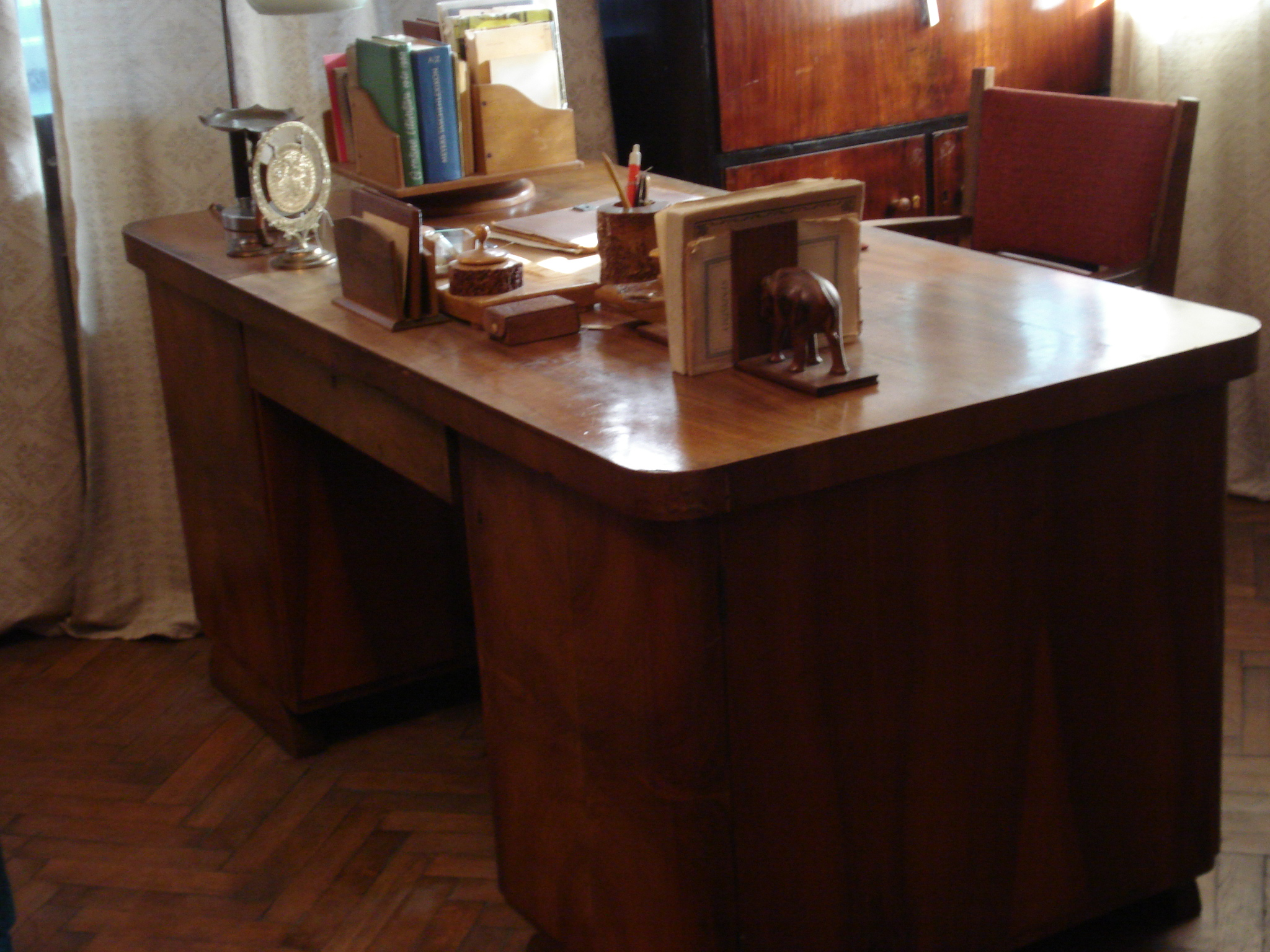
Рабочий стол в мемориальном кабинете Антанаса Венцловы

Дом-музе́й семьи́ Ве́нцловы (лит. Venclovų namai-muziejus) — мемориальный музей в Вильнюсе, посвящённый литовскому писателю Антанасу Венцлове и поэту, литературоведу, общественному деятелю Томасу Венцлове. Располагается по адресу улица Паменкальнё 34 (Pamėnkalnio g. 34) в бывшей квартире литовского писателя Антанаса Венцловы, где он проживал в 1945—1971 годах, и где вырос поэт, эссеист, публицист Томас Венцлова, профессор Йельского университета (США). Для посетителей открыт с понедельника по пятницу с 10.00 до 17.00 часов.

## История
Начало накопления музейного фонда относится к 1973 году, когда был основан Вильнюсский музей писателей (Vilniaus rašytojų muziejus). Большая часть экспонатов была получена от жены Антанаса Венцловы Элизы Венцловене. В 1990 году Вильнюсский музей писателей был ликвидирован. Мемориальный музей А. Венцловы стал самостоятельным музеем, подчиняющимся отделу культуры Вильнюсского самоуправления.

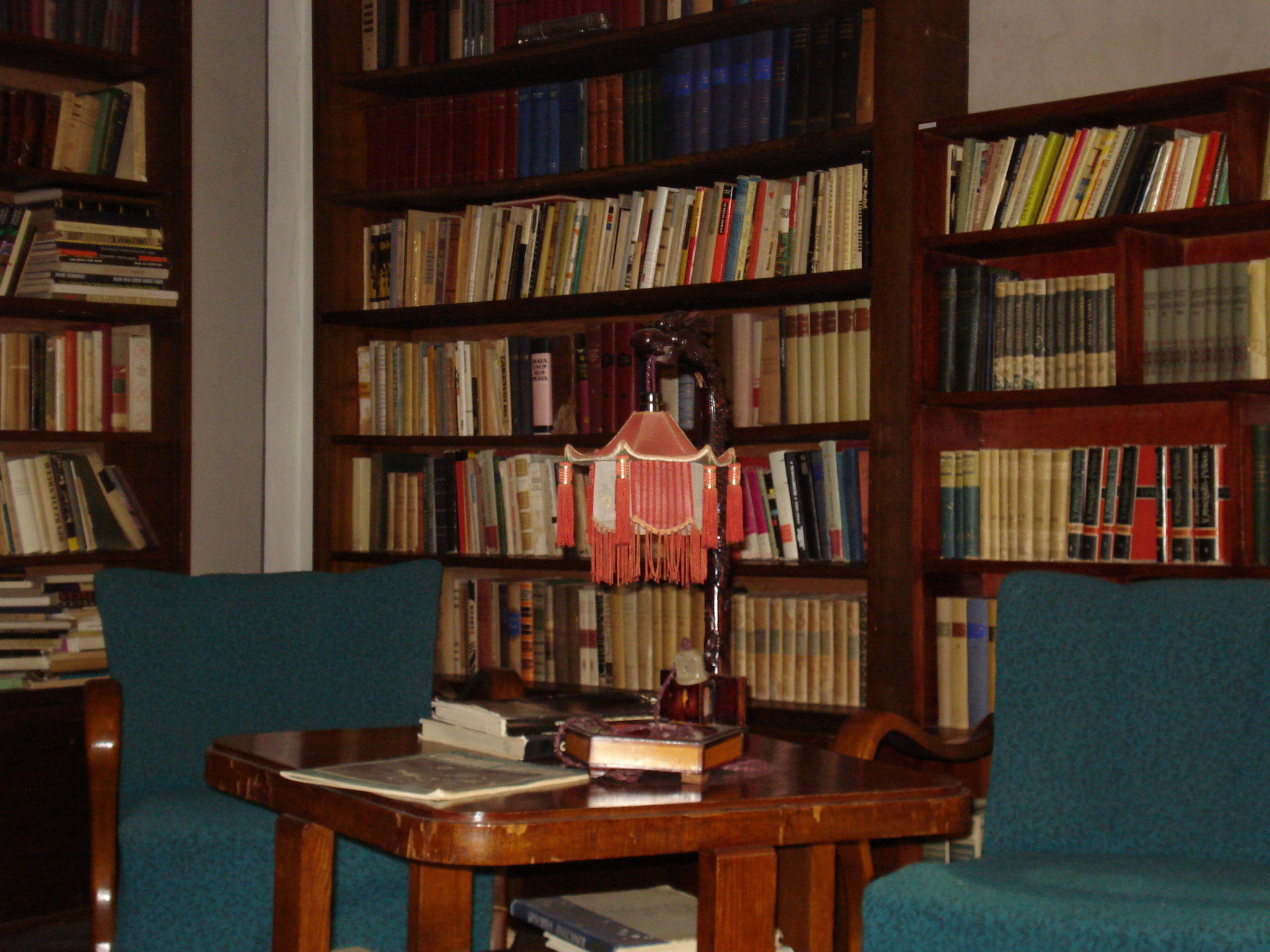
Мемориальная библиотека

В 1991 году Мемориальный музей А. Венцловы был реорганизован в мемориальный кабинет А. Венцловы в Вильнюсском доме литовской культуры (Vilniaus lietuvių kultūros namai), а после его ликвидации с 1996 года в Вильнюсском доме этнической деятельности (Vilniaus etninės veiklos centras).
В 2004 году музей был назван домом-музеем семьи Венцловы (Venclovų namai-muziejus). По решению совета Вильнюсского самоуправления дом-музей семьи Венцловы вместе с мемориальным музеем В. Креве-Мицкявичюса, мемориальной квартирой-музеем В. Миколайтиса-Путинаса, мемориальной квартирой-музеем Б. Гринцявичюте был объединён в Вильнюсскую дирекцию мемориальных музеев.

## Экспозиция

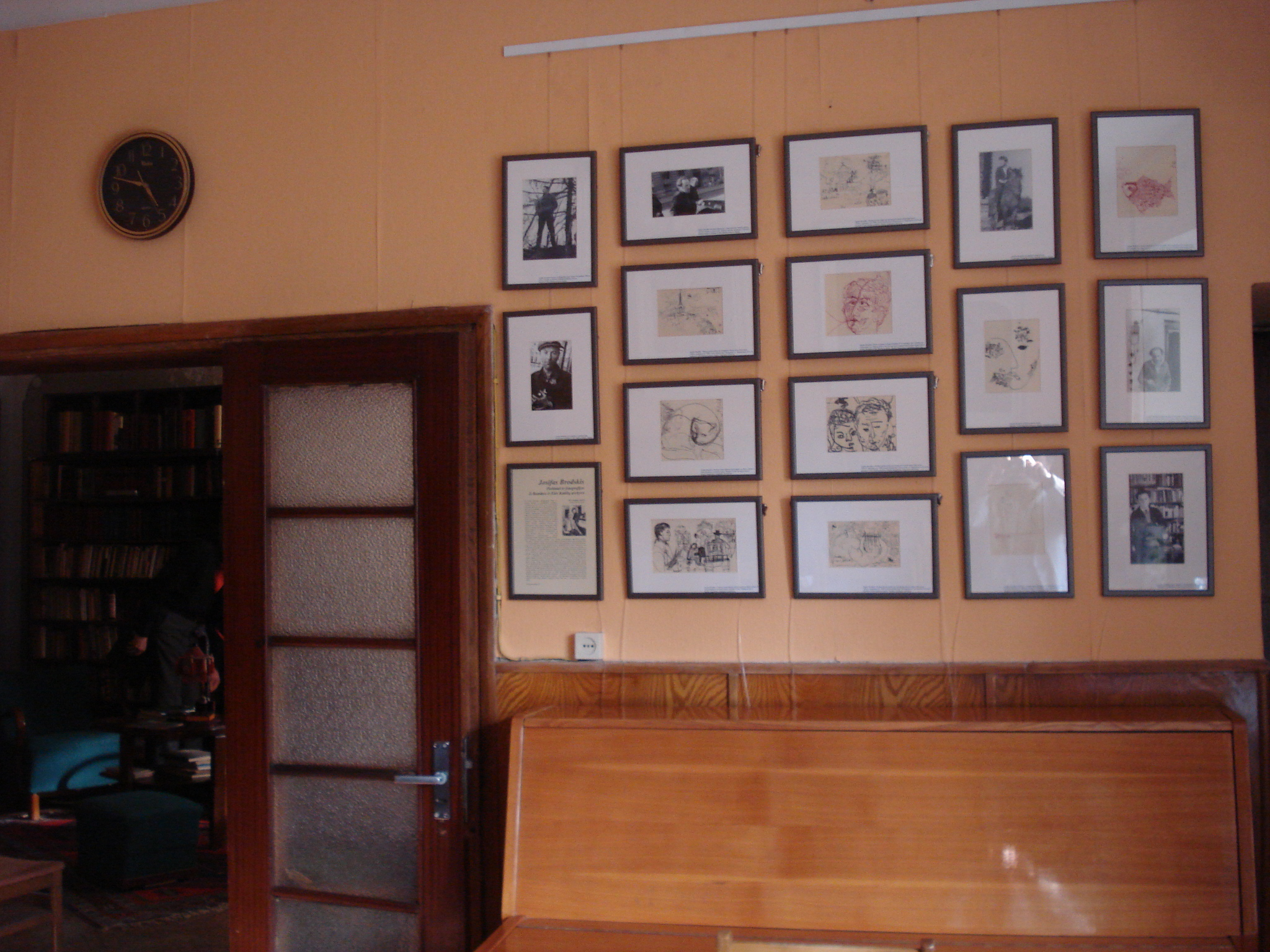
Выставка фотографий и рисунков Иосифа Бродского из собрания Рамунаса и Эли Катилюсов

В собраниях Дома-музея насчитывается свыше 8 тысяч экспонатов. Они образуют фонд Антанаса Венцловы, фонд Томаса Венцловы и новый фонд семьи Рачкаускасов, родственниках Венцловы (отец Элизы Венцловене переводчик и эрудит Меркелис Рачкаускас, профессор филологии Литовского университета в Каунасе, позднее Вильнюсского университета, знаток древних языков и античной литературы; его брат Каролис Вайрас-Рачкаускас, писатель и переводчик, дипломат довоенной Литвы; сестра Элизы Венцловене художница Мария Цвиркене). В экспозиции музея представлен рабочий кабинет Антанаса Венцловы (мебель, личные вещи, произведения искусства), отражающий быт литовской интеллигенции 1940-х—1950-х годов в Вильнюсе и дух того времени.
Экспозиция знакомит также с деятельностью Томаса Венцловы и с обстановкой дома, в котором жил и бывали его друзья Кама Гинкас, художник Леонардас Гутаускас, физик Рамунас Катилюс, филолог Юозас Тумялис, поэт, переводчик, литературовед Николай Котрелёв, поэт Иосиф Бродский и многие другие.